# رايلي ويستون
رايلي ويستون (بالإنجليزية: Riley Weston)‏ هي ممثلة أمريكية، ولدت في 1966 في بكبسي في الولايات المتحدة.

## وصلات خارجية
- رايلي ويستون على موقع IMDb (الإنجليزية)
- رايلي ويستون على موقع قاعدة بيانات الفيلم (الإنجليزية)